# Crisipo
Crisipo ou Crísipo (em grego clássico: Χρύσιππος; romaniz.: Chrýsippos), na mitologia grega, era filho de Pélope e da ninfa Axíoque e meio-irmão de Atreu e Tiestes. Quando Laio de Tebas, banido por Zeto e Anfião, se refugiu com Pélope, enamorou Crisipo e raptou-o. Pélope o amaldiçoou solenemente e é essa a origem da maldição dos Labdácidas (família de Édipo). Crisipo suicidou-se de vergonha. Noutra versão, Crisipo é morto pelos seus meio-irmãos, instigados por Hipodâmia, sogra dele, que temia que seus filhos fossem esbulhados pelo intruso.